# Michael Jan de Goeje

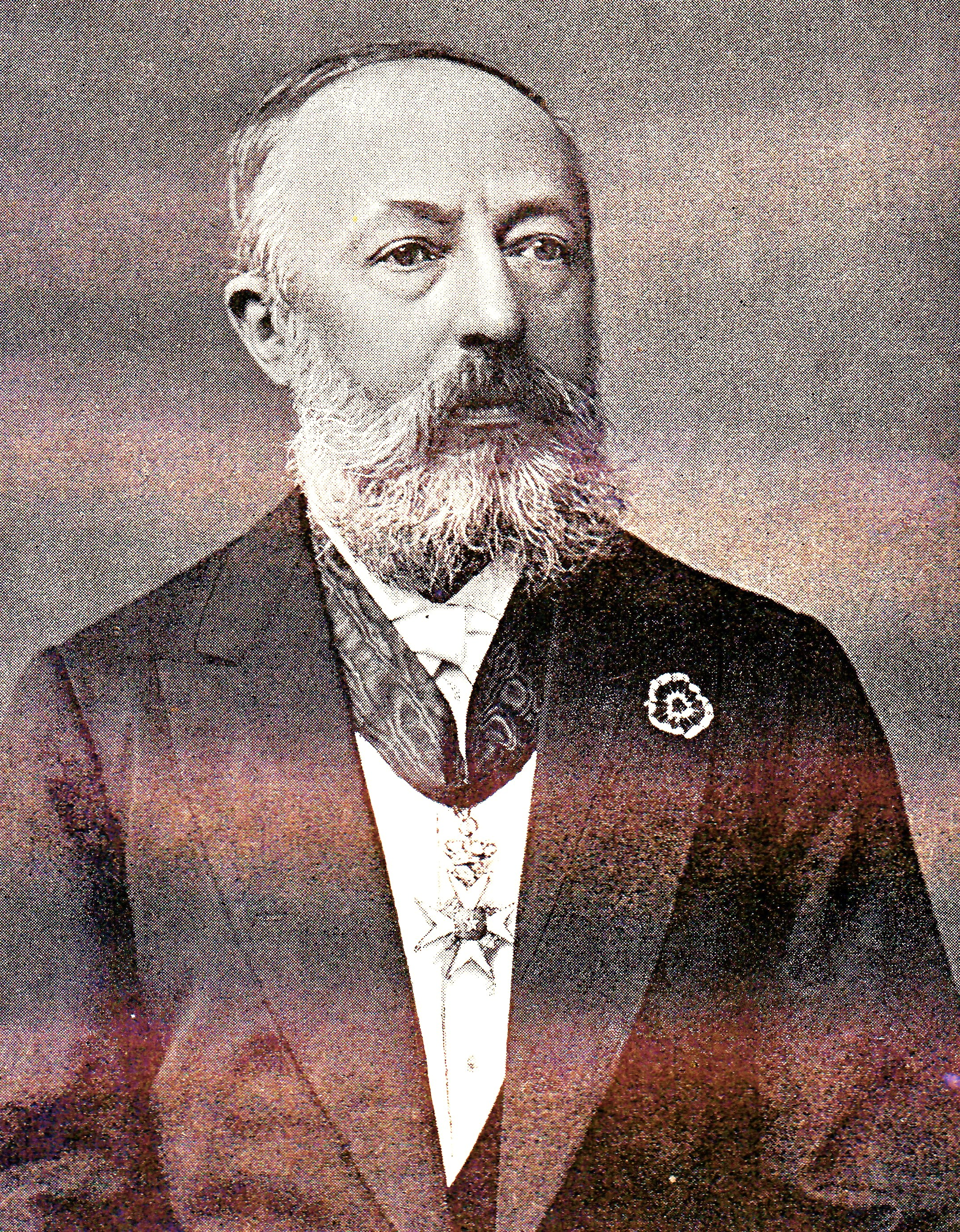
M. J. de Goeje (1891).

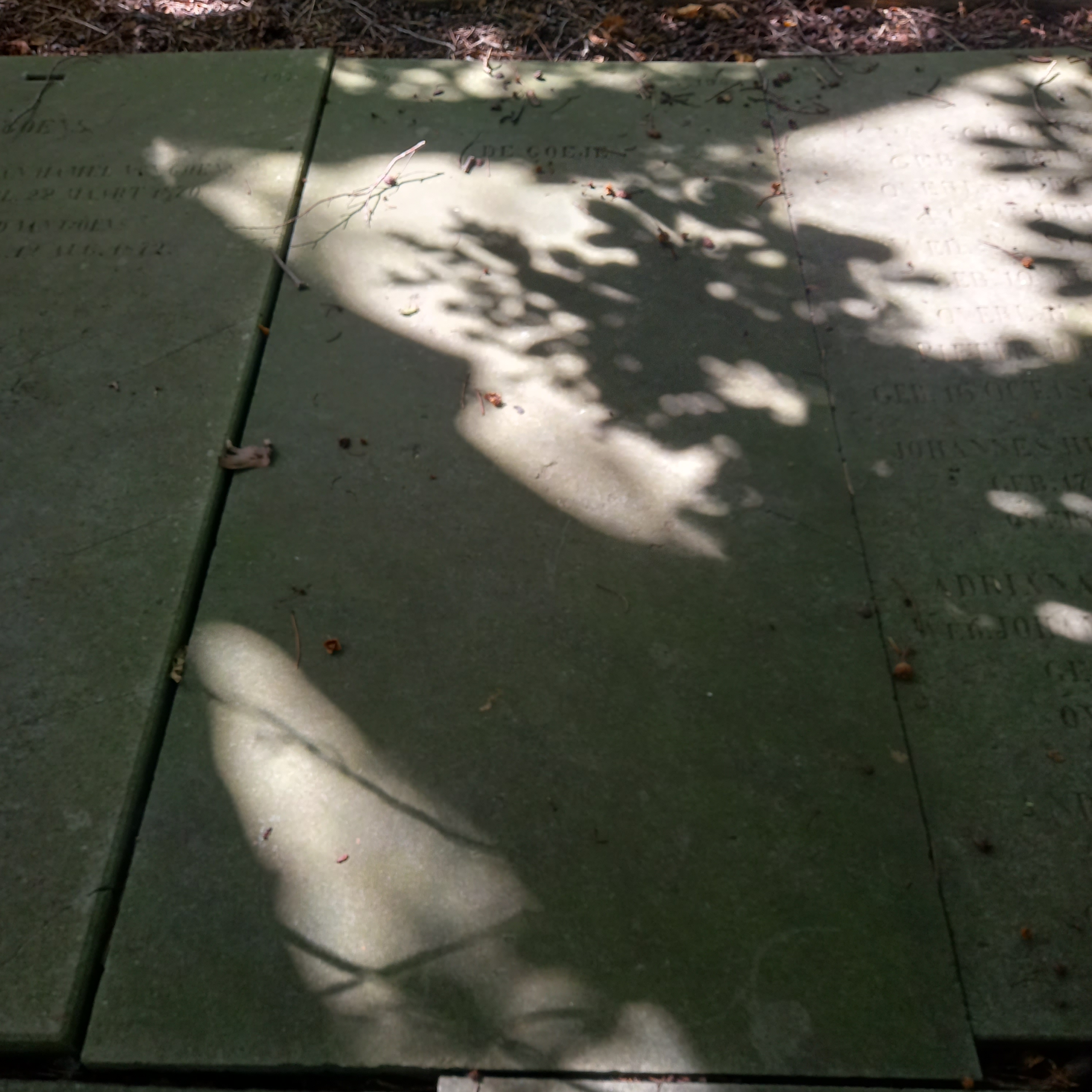
Das Grab von Michael Jan de Goeje auf dem Friedhof Groenesteeg in Leiden

Michael Jan de Goeje auch: Michael Johan de Goeje, Michaël Jan de Goeje (* 13. August 1836 in Dronrijp (Friesland); † 17. Mai 1909 in Leiden) war ein niederländischer Orientalist friesischer Herkunft.

## Leben
Michael Jan wurde als Sohn des Pfarrers Pieter de Goeje (* 4. Juni 1806 in Enkhuizen; † 8. Januar 1854 in Heerenveen) und dessen am 9. März 1832 in Leiden geheirateten Frau Wilhelmina Bernardina von Schilling (* 1. August 1810 in Lingen; † 10. Mai 1872 in Leiden) geboren. Als jüngerer Sohn einer vielköpfigen bürgerlichen Familie, absolvierte er zunächst eine Ausbildung zum Apotheker. Dennoch behagte ihm diese Perspektive nicht. Er besuchte 1853 das Gymnasium in Enkhuizen, wo er sich die Hochschulreife erwarb. Am 14. September 1854 immatrikulierte er sich an der Universität Leiden, um ein Studium der Theologie zu absolvieren. Da er aber keine Möglichkeit sah ein Pfarramt zu erhalten, verlegte er sich auf ein Literaturstudium. Seine prägenden Lehrer wurden Reinhart Dozy, Carel Gabriel Cobet, Theodoor Willem Johannes Juynboll und Matthias de Vries.
Nachdem er verschiedene Examen bestanden hatte, promovierte er dort am 12. Oktober 1860 mit einer Abhandlung über die Geographie Nordafrikas mit dem Titel Specimen literarium inaugurale exhibens Descriptionem al-Magribi sumtam ex libro regionum al-Jaqubii versione et annotatione illustratam zum Doktor der philosophischen Wissenschaften. 1859 wurde er Adjuter des Legats Warneriani an der Universitätsbibliothek Leiden und fertigte einen Katalog der dort vorhandenen orientalischen Handschriften an. 1862 absolvierte er eine Bildungsreise nach Oxford, wo er die dort vorhandenen arabischen Schriften studierte und die Bekanntschaft von Friedrich Max Müller und William Wright machte. Zurückgekehrt in die Heimat wurde er am 6. Juni 1866 zum außerordentlichen Professor für Syrisch, Chaldäisch und Arabisch an die Universität Leiden berufen. Diese Aufgabe übernahm er am 6. Oktober 1866 mit der Antrittsrede De belangrijkheid v. d. beoefening der Arabische Taal- en Leiterkunde.
Am 5. Juli 1869 wurde er ordentlicher Professor, der erwähnten Fachrichtung und lehrte ab 1877 nur noch Arabisch. In seiner Funktion als Leidener Hochschullehrer beteiligte er sich auch an den organisatorischen Aufgaben der Hochschule und war 1881/82 Rektor der Alma Mater. Diese Aufgabe legte er mit der Rede Het Vaderland der Semietische Volken nieder. Er wurde Distrikts-Schulrat, 1879 Mitglied des Rats in Leiden und engagierte sich für das Ethnographische Museum in Leiden. Als Standardwerk gilt seine Arbeit über eine historische Gruppierung der Ismailiten: die Karmaten von Bahrein (1886). Sein maßgebliches Verdienst ist, dass er die moderne Textkritik in die Arabistik einführte, viele Beiträge zur Lexikographie der Arabistik geleistet hat und die Beziehungen des Orients zu Europa untersuchte. Am 11. August 1906 wurde er aus seiner Professur emeritiert und verabschiedete sich am 17. September 1906 in den Ruhestand. Aus Altersgründen verstarb er und sein Leichnam wurde am 21. Mai 1909 im Familiengrab auf dem Friedhof in Groenesteeg in Leiden beigesetzt.
Goeje war Mitglied mehrerer in- und ausländischen Gelehrtengesellschaften seiner Zeit. 1863 wurde er Mitglied der Gesellschaft für niederländische Literatur in Leiden, im selben Jahr Mitglied der Zeeländischen Gesellschaft der Wissenschaften in Vlissingen, am 3. Mai 1869 wurde er Mitglied der königlich niederländischen Akademie der Wissenschaften, 1872 korrespondierendes und 1888 ausländisches Mitglied der Akademie der Wissenschaften zu Göttingen. Ab 1878 war er Ehrenmitglied der American Oriental Society in Hartford, 1881 Mitglied der provinziellen Utrechtschen Gesellschaft der Künste und Wissenschaften, 1882 ausländisches Mitglied der Ungarischen Akademie der Wissenschaften in Budapest, Ehrenmitglied der Deutschen Morgenländischen Gesellschaft, 1885 Ehrenmitglied Royal Asiatic Society in London, 1886 korrespondierendes, sowie 1900 ausländisches Mitglied der Académie des Inscriptions et Belles-Lettres, korrespondierendes Mitglied der kaiserlichen Akademie der Wissenschaften in St. Petersburg, 1890 Mitglied der holländischen Gesellschaft der Wissenschaften in Haarlem, 1894 Mitglied der königlich dänischen Akademie der Wissenschaften in Kopenhagen, Korrespondierendes Mitglied der königlich Batavischen Gesellschaft der Künste und Wissenschaften in Jakarta, 1904 korrespondierendes Mitglied der British Academy und Asiatic Society of Bengal, 1905 korrespondierendes Mitglied der königlichen bayrischen Akademie der Wissenschaften und Mitglied der Société asiatique in Paris.
Zudem wurden ihm durch seine Arbeiten viele Auszeichnungen zuteil. 1882 wurde er Ritter des Ordens Medjidie der Türkei, 1889 Kommandeur des Nordstern-Ordens von Schweden, 1889 Ritter des Ordens Medjidie in Ägypten, 1891 Ritter, sowie 1906 Kommandeur des Ordens vom niederländischen Löwen, 1895 wurde er Ritter des Ordens Pour le mérite für Wissenschaften und Künste, 1896 Offizier der Ehrenlegion und 1906 Offizier de l’Instruction publique. 1896 erhielt er das Ehrendoktorat der Universität Cambridge.

## Familie
Goeje verheiratete sich am 27. Juni 1867 in Leiden mit Wilhelmina Henriette Leembruggen (* 21. Dezember 1841 in Leiden; † 22. Juni 1900 in Leiden), die Tochter des Leidener Stadtrates Adrianus Cornelis Leembruggen (* 9. März 1815 in Leiden; † 17. August 1877 ebenda) und dessen Frau Carolina Maria Pluijgers (* 17. Juni 1815 in Leiden; † 28. September 1860 ebenda, verh. 23. April 1836 ebenda). Aus der Ehe stammen fünf Kinder. Von den Kindern kennt man:
- Willem Georg de Goeje I. (1868–1868)
- Willem Georg de Goeje II. (1869–1869)
- Jan Willem de Goeje (* 4. Januar 1871 in Leiden; † 1946) verh. I . Margaretha Visser, II Jacoba Pieternella Grüschke
- Wilhelmina Margaretha Agatha (Agaath) de Goeje (1873–1936) verh. mit G. J. Woltman in Heerenveen
- Claudius Henricus de Goeje (* 4. Mai 1879 in Leiden; † 8. Juni 1955 in Den Haag) er wurde Professor für die Sprache und Ethnologie von Surinam und Curacao an der Universität Leiden, verh. J. C. van Exter

## Schriften (Auswahl)
Goeje hatte verschiedene Aufsätze in den Fachjournalen de Gids, der Zeitschrift der deutschen Morgenländischen Gesellschaft und der Zeitschrift der königlich niederländischen Gesellschaft der Wissenschaften verfasst. Goeje war auch der Herausgeber der Encyclopaedia of Islam (vols. i.-iii.) und schrieb für die 9. Auflage der Encyclopædia Britannica. So weit bekannt, werden hier seine Werke aufgeführt:
- Specimen litt. inaug. exhibens descriptionem al-Magribi sumtam ex libro regionum al-Jaqubii versione et annotatione illustratum. Leiden 1860
- Fragmenta historicorum Arabicorum. 1869–1871
- Diwan of Moslim ibn al-Wãlid. 1875
- Bibliotheca geographorum Arabicorum. 1870–1894, 8 Bde.
- Mémoire sur les Carmathes du Bahraïn et les Fatimides, 1886 (2. Aufl.)
- Annals of Tabari. 1879–1901, 15 Bde.
- Beladzori, Boek der Veroveringen.
- Edrisi Description de l’Afrique et de l’Espagne. 1866 (mit Dozy herausgegeben)
- Ibn Koteiba’s Boek der Dichters.
- Mémories d’histoire et géogr. orient.
- als Hrsg. mit William Robertson Smith: Williem Wright, A Grammar of the Arabic Language. 2 Bände. 3. Auflage. Cambridge 1896–1898; verschiedene Nachdrucke, so London 1967.
- edition of Ibn Qutaiba's biographies. 1904
- edition of the travels of Ibn Jubayr 1907